# Pablo Barrera Ozámiz
Pablo María Barrera Ozámiz (Bilbao, 15 de gener de 1899 – 8 de novembre de 1957) fou un polític basc, alcalde de Bilbao.

## Biografia
El seu pare un farmacèutic originari de Leioa i tenia dos germans. Potser era el propietari de l'empresa importadora d'acers Pablo Barrera SC, constituïda en 1920. Alhora militava en el Partit Republicà Radical d'Alejandro Lerroux.
Quan Ernesto Ercoreca Régil fou destituït com a alcalde de Bilbao fou encarregat pel governador civil de presidir la gestora que es va fer càrrec de l'alcaldia el 9 de setembre de 1934 fins que dimitir el 25 de juny de 1935. El seu mandat es caracteritzà per la inestabilitat i un dels seus magatzems fou cremat. Va dimitir a causa de discrepàncies amb altres membres de la corporació i es va donar de baixa del partit.
Durant la guerra civil espanyola va donar suport al bàndol nacional. Fou condecorat amb la Gran Creu del Mèrit Militar de tercera classe distintiu blanc.